# Fiori di lillà
Fiori di lillà (Wenn der weiße Flieder wieder blüht) è un film del 1953 diretto da Hans Deppe. La sceneggiatura è basata su una novella cinematografica di Fritz Rotter. Gli interpreti principali sono Willy Fritsch, Magda Schneider e Romy Schneider, Hertha Feiler e Paul Klinger.

## Trama
La cronica mancanza di denaro è il principale problema nel matrimonio tra Willy Forster, cantante del Wiesbaden pub, e della sarta Teresa. Dopo una discussione molto violenta, Willy lascia sua moglie, non sapendo che sta aspettando un figlio da lui. In sua assenza, nasce Evchen, che viene cresciuta da sola da sua madre e dal suo amico paterno Peter.
Dopo quindici anni, Willy, che ora ha fatto carriera mondiale come cantante con lo pseudonimo di Bill Perry, torna a Wiesbaden come parte di un tour europeo. Il suo primo percorso porta a Teresa, che gli nasconde di avere una figlia. Ma dal momento che Evchen è una grande fan di "Bill Perry", lo conosce comunque, e così Willy apprende casualmente che Evchen è sua figlia.
La visita di Willy non porta alla riconciliazione con la moglie. Teresa e Peter si rendono conto che in realtà sono stati a lungo una coppia, mentre Willy si rende conto di essere in realtà legato a Ellen, sua manager da lungo tempo. Evchen accetta di buon grado le decisioni dei genitori.

## Musica
Franz Doelles - tedesco Song When the White Llac Blooms Again,che ha dato il nome al film, era già un successo popolare negli anni '20. Inoltre, furono utilizzati molti altri successi di Franz Doelle, come.B. In un giorno in primavera dal lungometraggio tedesco Victor e Victoria del 1933. Il testo è di Fritz Rotter, Bruno Balz e Fred Ignor. Suonarono la band Egon Kaiser e solisti.
- Wenn der weiße Flieder wieder blüht, Vortrag: Zarah Leander & Liane Augustin
- An einem Tag im Frühling, Testo: Bruno Balz
- Stunden voller Seligkeit, Testo: Fred Ignor
- Weil wir uns so versteh’n, Testo: Fred Ignor
- Ja, ein Leben ohne dich, Testo: Fred Ignor
- Baby, mein Mädi, Testo: Fred Ignor